# 懷恩多特 (加利福尼亞州)
懷恩多特（英語：Wyandotte）是位於美國加利福尼亞州比尤特縣的一個非建制地區。該地的面積和人口皆未知。

## 地理
懷恩多特的座標為39°27′29″N 121°28′04″W / 39.45806°N 121.46778°W，而該地的平均海拔高度為204米（即669英尺）。